# Triacanthella setacea
Triacanthella setacea är en urinsektsart som beskrevs av John Tenison Salmon 1941. Triacanthella setacea ingår i släktet Triacanthella och familjen Hypogastruridae. Inga underarter finns listade i Catalogue of Life.